# Journal of Reformed Theology
Journal of Reformed Theology는 세계개혁신학회가 브릴 출판사(E.J. Brill)를 통하여 발행하는 국제적인 신학전문 학술지이다.

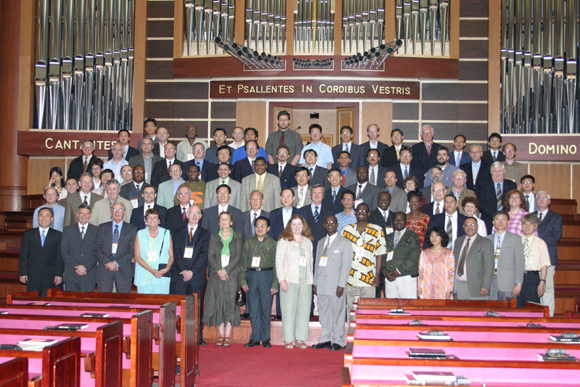
세계개혁신학회모임 장소: 서울교회, 2005년 7월 5일

## 같이 보기
세계개혁신학회